# Jesús González de Zárate Salas
Jesús González de Zárate Salas (* 27. Dezember 1960 in Caracas, Venezuela) ist ein venezolanischer Geistlicher und ernannter römisch-katholischer Erzbischof von Valencia en Venezuela.

## Leben
Der Erzbischof von Caracas, José Alí Kardinal Lebrún Moratinos, weihte ihn am 11. Januar 1986 zum Priester
Papst Benedikt XVI. ernannte ihn am 15. Oktober 2007 zum Weihbischof in Caracas und zum Titularbischof von Suava. Der Erzbischof von Caracas, Jorge Liberato Kardinal Urosa Savino, spendete ihm am 12. Januar des nächsten Jahres die Bischofsweihe. Mitkonsekratoren waren Baltazar Enrique Porras Cardozo, Erzbischof von Mérida, und Ubaldo Ramón Santana Sequera FMI, Erzbischof von Maracaibo.
Papst Franziskus ernannte ihn am 24. Mai 2018 zum Erzbischof von Cumaná. Am 28. Juni 2024 bestellte ihn Papst Franziskus zum Erzbischof von Valencia en Venezuela.
Seit April 2022 ist Jesús González de Zárate Salas zudem Vorsitzender der Venezolanischen Bischofskonferenz.